# Giuseppe De Fabris
Giuseppe de Fabris (né le 19 août 1790 à Nove , province de Vicence  et mort le 22 août 1860 à Rome ) est un sculpteur italien, président de l' Académie romaine de San Luca et directeur général des musées du Vatican.

## Biographie
Giuseppe De Fabris a reçu ses premiers cours de dessin dans l'atelier du peintre Giacomo Ciesa à Vicence. En 1808, la famille s'installe à Milan, alors capitale de l'Italie, où il travaille dans l'atelier de la cathédrale et fréquente l'académie. En 1813, il reçut un prix de l'Académie des beaux-arts de Brera. La bourse associée au prix lui a permis d'étudier à Rome où il complète sa formation artistique à la Scuola del Nudo du Palazzo Venezia , à l'Académie Lombardo-Veneta et à Canova. De Fabris était un collaborateur d'Antonio Canova , qui l'a  influencé artistiquement,.

## Œuvres
- 1811 : Statue de Saint Napoléon érigée sur un sommet de la cathédrale de Milan.
- 1816–1818 : Relief des noces d'Alexandre avec Roxane sur un vase, cadeau de mariage des provinces vénitiennes à l'empereur François II.
- 1817 : Buste de  de Gian Giorgio Trissino ,
- 1821 : Tombe d'Ugolin Marinelli-Galilei , à San Giovanni dei Fiorentini , Rome.
- 1824 : Tombeau de la comtesse Tomati-Robilanti à  Sant'Andrea della Valle , Rome.
- 1824 : Génie sur la tombe de Canova, église dei Frari, Venise.
- 1836 : Monument funéraire du pape Léon XII , Basilique Saint-Pierre.
- 1838-1840 : Statue colossale de Saint-Pierre , Place Saint-Pierre , Rome.
- 1845 : Tombeau d' Andrea Palladio , 1845, Cimetière Monumental, Vicence.
- 1845 : Monument funéraire de Torquato Tasso ,  Sant'Onofrio al Gianicolo , Rome.

Images
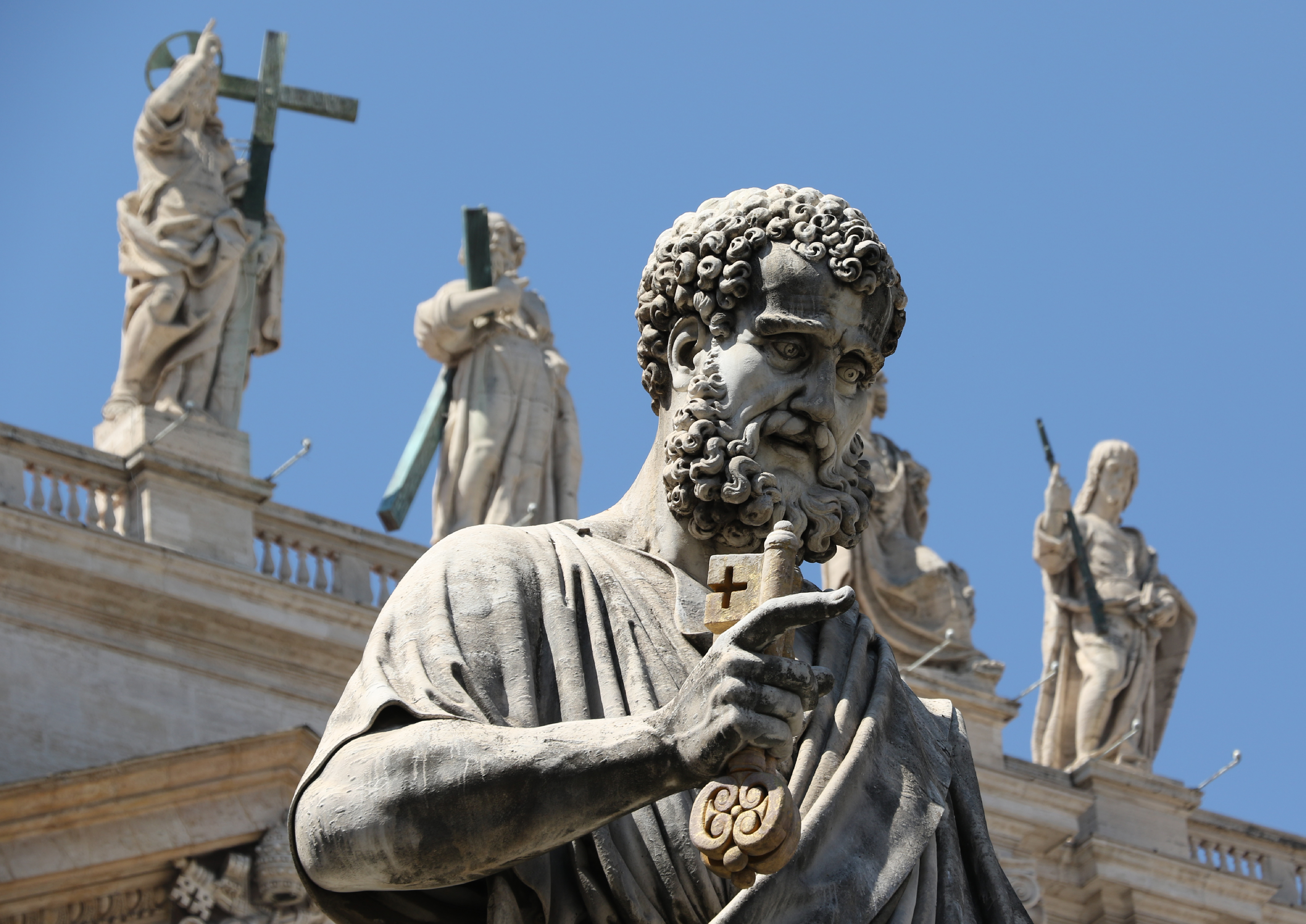
Statue de Saint-Pierre , Place Saint-Pierre , Rome
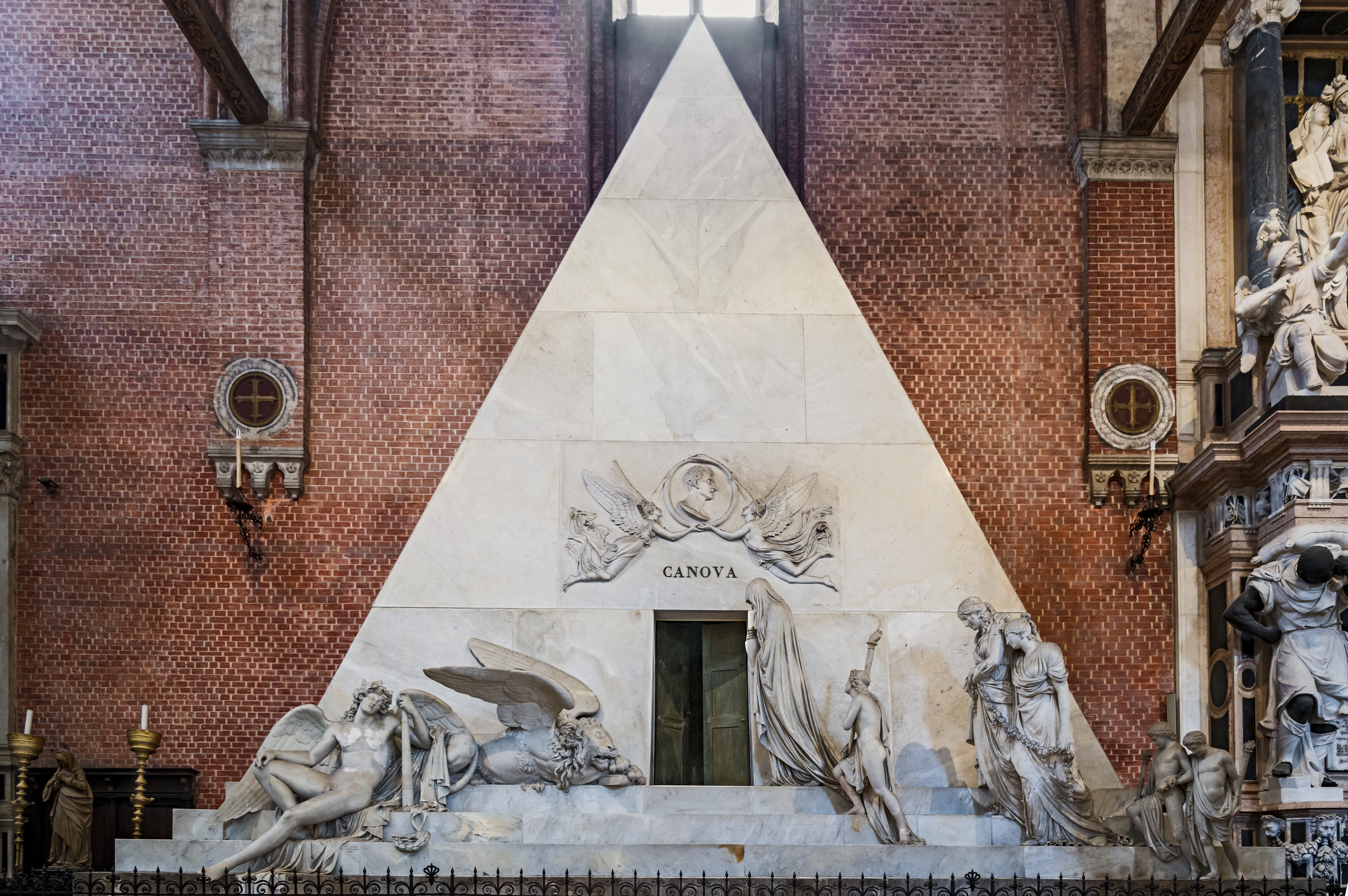
Tombe de Canova, église dei Frari, Venise.
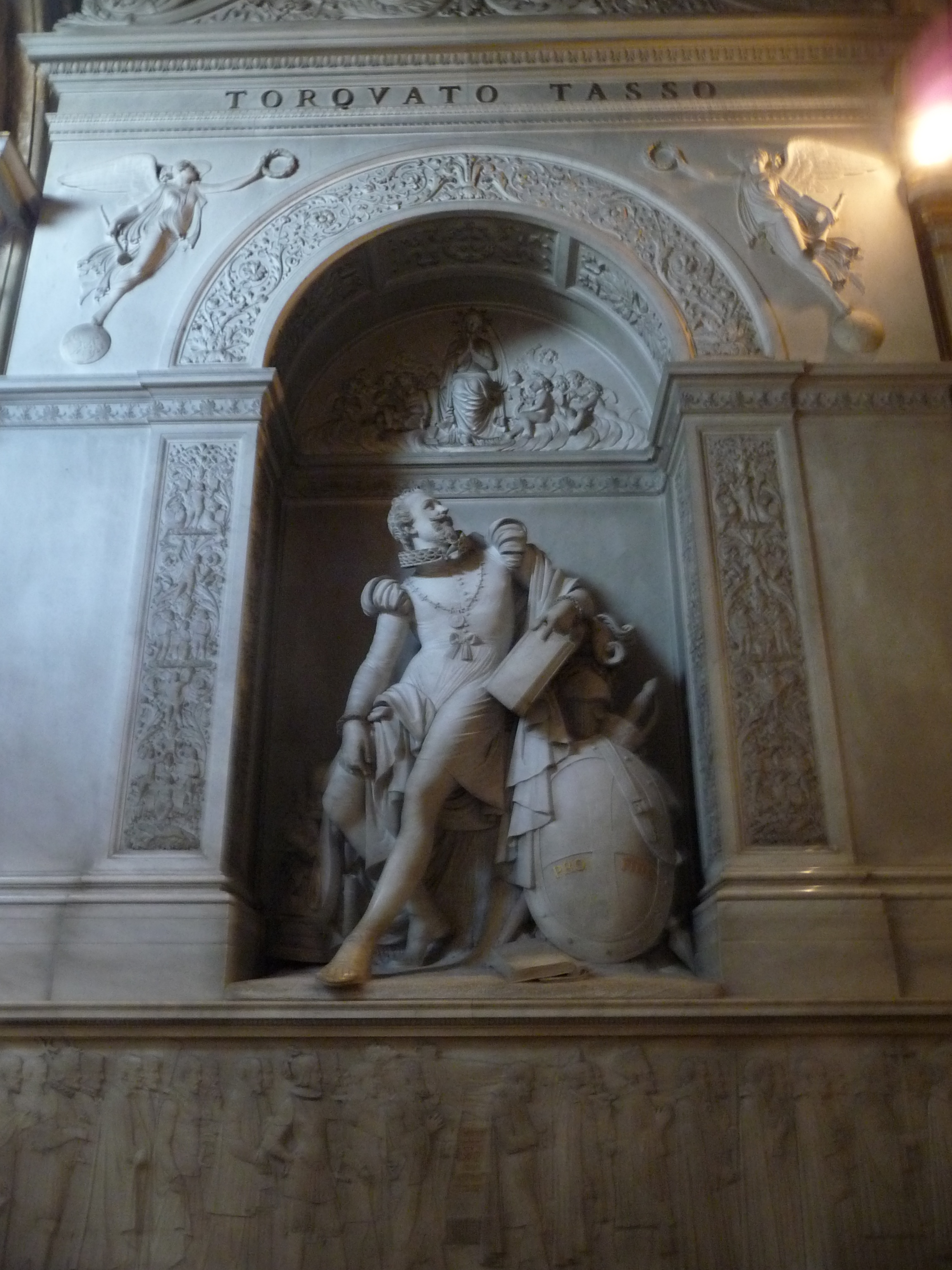
Monument funéraire de Torquato Tasso ,  Sant'Onofrio al Gianicolo , Rome.

## Littérature
- Friedrich Noack : Fabris, Giuseppe de . In : Ulrich Thieme (éd.) : Lexique général des artistes plasticiens de l'Antiquité à nos jours . Fondée par Ulrich Thieme et Felix Becker . groupe 11 : Erman-Fiorenzo . EA Seemann, Leipzig 1915, p. 169-170 ( Archives de textes – Archives Internet ).
- Nico Stringa : Le sculpteur Giuseppe de Fabris. Milan 1994,  (ISBN 88-435-5068-3) .